# 坂手村 (茨城県)
坂手村（さかてむら）は、郡区町村編制法以前より1954年（昭和29年）7月10日まで存在した茨城県北相馬郡の村。現在の茨城県常総市南西部。

## 地理
茨城県北相馬郡北西部にあった村。旧北相馬郡のうち鬼怒川西岸に存在した3村（1889年以前は4村）のうちの1つで、旧村域の東端には鬼怒川が流れる。
現在の地名では坂手町に相当する。

### 地域
- 大字坂手
  - （字）飯田山、岡ノ内、貝置、北呂山、遠大久保、樋ノ口、本郷ほか

## 歴史
1954年（昭和29年）3月時点では、北相馬郡の鬼怒川西岸3村（菅生村、内守谷村、坂手村）での合併案が出されていたが、結城郡水海道町と合併する案が示され、1954年（昭和29年）7月10日に、結城郡菅原村、大花羽村、三妻村、五箇村、大生村と共に水海道町に編入され、即日市制し、水海道市の一部となった。なお、当初に合併予定だった菅生村、内守谷村も2年後に水海道市に編入された。現在では旧北相馬郡のうち、鬼怒川西岸3村にあたる地域は県西地域、左岸は県南地域に属する。

### 沿革・年表
- 1873年（明治6年）6月15日 - 廃藩置県により、相馬郡が千葉県所属となる。
- 1875年（明治8年）5月7日 - 相馬郡のうち、利根川以北が茨城県に移管。
- 1878年（明治11年）7月22日 - 郡区町村編制法が施行され、相馬郡が2つに分割され、北相馬郡が成立する。
- 1889年（明治22年）4月1日 - 町村制施行に伴い、北相馬郡坂手村が発足。
- 1954年（昭和29年）7月10日 - 坂手村は結城郡水海道町に編入され消滅。水海道町は同日市制施行し水海道市となる。

## 地域の変遷

### 市町村域
| 1878年7月21日以前 | 1878年7月22日 - 1954年7月9日 | 1954年7月10日 - 2006年1月1日 | 現在   |
| ----------------- | ---------------------------- | ---------------------------- | ------ |
| 相馬郡坂手村      | 北相馬郡坂手村               | 水海道市                     | 常総市 |